# Коефіцієнт асиметрії

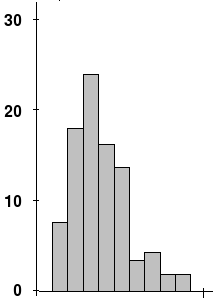
Приклад експериментальних даних з ненульовою асиметрією.

Коефіцієнт асиметрії (англ. skewness) — числова характеристика розподілу ймовірностей дійсної випадкової величини.

## Визначення
Асиметрією {\displaystyle \gamma _{1}} (коефіцієнт асиметрії Фішера) теоретичного розподілу ймовірностей випадкової величини називають відношення центрального моменту третього порядку {\displaystyle \mu _{3}} до куба середнього квадратичного відхилення {\displaystyle \sigma ^{3}}:
{\displaystyle \gamma _{1}=\mu _{3}/\sigma ^{3}\,.}
Аналогічно визначається оцінка асиметрії для емпіричного розподілу:
{\displaystyle \gamma _{1}=m_{3}/\sigma _{B}^{3}\,,}
де {\displaystyle m_{3}} — центральний емпіричний момент третього порядку.

### Додаткові визначення
Коефіцієнт асиметрії Пірсона
{\displaystyle \beta _{1}=\left({\frac {\mu _{3}}{\sigma ^{3}}}\right)^{2}=\gamma _{1}^{2}.}
Асиметрія моментів
{\displaystyle \alpha ^{(m)}\equiv {\frac {1}{2}}\gamma _{1}.}
Модальна асиметрія Пірсона
{\displaystyle {\frac {[\mathrm {CePeDHE} ]-[\mathrm {MoDa} ]}{\sigma }}}

## Властивості

Крива ліворуч має від'ємну асиметрію, а крива праворуч — додатню.

Асиметрія додатна, якщо «довша частина» розподілу знаходиться праворуч від математичного сподівання; асиметрія від'ємна, якщо «довша частина» кривої знаходиться ліворуч від математичного сподівання.
На практиці, знак асиметрії визначають за положенням кривої відносно моди: якщо «довша» частина кривої знаходиться правіше моди, то асиметрія додатня, якщо лівіше — від'ємна.